# Action Vermine
L'Action Vermine (en allemand Aktion Ungeziefer) est le nom de code donné par la police politique, la Stasi, à une importante opération de l'état-major de la RDA. Cette opération débute en juin 1952 pour l'action Vermine et en octobre 1961 pour l'action de renforcement (ou « action bleuet »). Elles visent à éloigner les personnes perçues comme peu fiables politiquement de la zone restreinte de la RDA, notamment à proximité de la frontière avec la République fédérale d'Allemagne.

## Action Vermine
L'Action Vermine, aussi appelée « Action de la frontière » ou encore « Action G », est une opération préparée par le ministère de la sécurité d'État de la RDA (Stasi)  et menée par la police nationale. Entre mai et juin 1952, la police force les citoyens considérés comme « politiquement peu fiables » et leur famille à quitter les zones limitrophes des frontières intérieures allemandes. Le déclenchement de cette action est décidé le 26 mai 1952 par le conseil des ministres lors de la création du « décret sur les mesures à la ligne de démarcation entre la République démocratique allemande et les zones d'occupation occidentales de l'Allemagne ». Officiellement, l'objectif de l'opération est le renforcement de la sécurité à la frontière intérieure allemande. Le responsable de l'action est le Secrétaire d'État et ancien ministre-président de Thuringe Werner Eggerath.

Le ministre de l'Intérieur et Premier ministre par intérim Willy Gebhardt met en œuvre l'Action Vermine en Thuringe. Sa note manuscrite au deuxième président régional et secrétaire de la région de Thuringe de l'époque, Otto Funke, sur la quantité de personne à déplacer à l'intérieur du territoire de la RDA est considérée comme l'une des expressions les plus dédaigneuses employées par le gouvernement de la RDA:
« „Otto, diese Zahlen hat mir eben Gen. König durchgegeben. Das wäre das Ergebnis der Kommissionsarbeit zur Beseitigung des Ungeziefers.“ »
« Otto, ces chiffres m'ont été transmis à l'instant par le Roi Erhard. Ce serait le résultat de la politique de la commission pour éliminer la Vermine. »

## Action de renforcement/ Action Bleuet
Une action similaire est mise place 9 ans plus tard. Elle porte différents noms selon le district dans lequel elle était appliquée, par exemple:
- « Action Bleuet » dans le district d'Erfurt;
- « Action de nouvelle vie » dans le district de Magdebourg;
- « Action Petite Fleur » dans le district de Suhl;
- « Action Air frais » dans le district de Karl-Marx-Stadt;
- « Action de la frontière » dans le district de Gera;
- « Action de l'Est » dans le district de Rostock et dans le district de Schwerin.

## Réalisation du projet

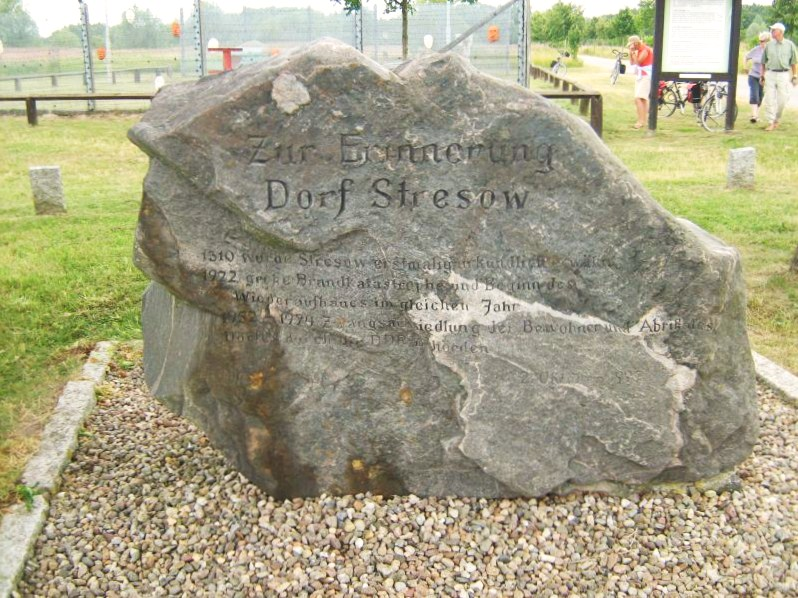
Pierre commémorative de l'émigration forcée du village de Stresow, en Altmark, en 1974.

L'estimation de la fiabilité politique d'un individu était souvent arbitraire et reposait en partie sur des dénonciations de voisins, de sorte que l'on transférait obligatoirement les citoyens ayant des contacts avec l'Ouest, les croyants, les anciens membres de la NSDAP, mais aussi les agriculteurs qui n'avaient pas rempli leur quota de livraison à l'État, et tous ceux qui tenaient des propos défavorables à l'État. Des villages entiers s'opposaient à ces mesures, et retardaient  le transfert jusqu'à ce que les renforts policiers arrivent. Des victimes racontent qu'elles étaient déchargées avec leurs biens, comme des marchandises que l'on déchargerait des wagons d'un train, elles n'avaient aucun objectif. On leur attribuait des appartements ou des maisons qui n'avaient aucune valeur dans le secteur. Les déplacements forcés ont eu lieu sans base juridique, on racontait aux voisins de leur nouvelle résidence que les déplacés étaient des criminels. Ils n'avaient donc aucune possibilité de vie sociale, le but de ce mensonge était de cacher l'illégalité de l'Action Vermine.

## Ampleur
Les historiens supposent que dans les actions Vermine (1952) et de renforcement (1961) un total de 11 000 à 12 000 personnes ont été déplacées et qu'environ 3 000 personnes ont échappé au transfert en fuyant la RDA. En juin 1952, 34 personnes de Billmuthausen (Thuringe) ont fui ensemble, le schéma s'est répété en octobre 1961 où cette fois-ci  53 personnes de Böseckendorf (Thuringe) ont entrepris une fuite collective.

## Annexe